# RTLinux
RTLinux est une variante du noyau Linux considérée comme un système temps réel par sa capacité de traiter le noyau Linux comme un thread, Il peut dès lors gérer le système GNU/Linux dans son ensemble, voire une chaîne d'acquisition ou des robots comme de simples tâches préemptibles.

## Solutions
RTLinux se décline en diverses offres, selon les époques et les sociétés.

### Ère Wind River
Wind River Systems maintient deux solutions distinctes :
- Open RTLinux, une version libre de RTLinux maintenue par Wind River dès février 2007 après le rachat de la solution à FSMLabs.
- Wind River Real-Time Core, une version propriétaire.

### Ère FSMLabs
- RTLinux pour GNU/Linux.
- RTLinuxPro, gamme comprenant en plus un kit développement et portée par Daniel Robbins[2] sur un moteur d'exécution d'une machine virtuelle Windows.
- RTCoreBSD pour FreeBSD et NetBSD.

## Historique
RTLinux est à l'origine un projet universitaire maintenu par Victor Yodaiken et son équipe de l'institut technologique du Nouveau-Mexique, puis commercialisé par FSMLabs, et enfin revendu en février 2007 à la société Wind River.

## Caractéristiques techniques
- Utilisation à l'origine de GDB pour le débogage[4].